# Amaurys Valle
Amaurys Raúl Valle Mencia, né le 18 janvier 1990 à Sancti Spíritus, est un athlète cubain, spécialiste du 400 m haies.
Son prénom est souvent écrit Amauri ou Amaury, selon la prononciation cubaine de l'espagnol.
Il remporte la médaille d'or, pour sa participation aux séries, lors des Jeux panaméricains de 2011 sur relais 4 x 400 m.
Son meilleur temps est de 49 s 19 obtenu lors des Jeux olympiques de 2012 à Londres.